# Дирксе ван ден Хёвель, Карлин
Карлин Дирксе ван ден Хёвель (нидерл. Carlien Dirkse van den Heuvel, род. 16 апреля 1987 года в Хертогенбосе) — нидерландская хоккеистка на траве, полузащитница клуба «Стихтсе» и сборной Нидерландов. Чемпионка летних Олимпийских игр 2012 года, чемпионка мира 2014 года, двукратная чемпионка Европы.

## Спортивная карьера
Карьеру игрока начала в клубе «Влейменсе», позднее выступала за команду «Ден Босх». С лета 2007 года играет за команду «Стихтсе» (СКХК) из Битльтховена вместе со своей сестрой Даниек.
В сборной дебютировала 17 мая 2008 года в игре Трофея чемпионов против Германии (2:1), участвовала и в матче против Китая 25 мая, в котором Нидерланды выиграли бронзовые награды Трофея. Тем не менее, не была взята на Олимпиаду в Пекин тренером Марком Ламмерсом. Через 4 года на Олимпиаде в Лондоне Карлин забила в двух матчах — против Южной Кореи и против Аргентины, чем помогла команде выиграть золотую медаль Игр. За это Карлин была награждена орденом Оранских-Нассау в сентябре 2012 года.
В 2014 году выиграла чемпионат мира в Гааге: 5 июня 2014 года сыграла свою сотую встречу за сборную (против Новой Зеландии), также участвовала в победном финале против Австралии. Имеет в своём активе два титула чемпионки Европы.

## Личная жизнь
Обучается на физиотерапевта в Утрехтском университете прикладных наук. Не скрывает своей нетрадиционной сексуальной ориентации: ранее встречалась с подругой по сборной Мартье Паумен. Сейчас её подругой является Максиме Вейдема.